# アーシングステップ
アーシングステップは、日本のお笑いコンビ。ケイダッシュステージ所属。

## 概要
ワタナベコメディスクール28期の同期の二人でコンビ結成。2021年よりケイダッシュステージ所属となる。2023年には、愛知県大府市で行われた賞レース「OBU-1グランプリ」で優勝した。同年に初めての冠番組「気になるカルチャー アーシングステップの釣まる。」がスタートした。M-1グランプリには結成当初から参加しており、2022年に3回戦に進出している。2025年3月末をもって解散。土井垣はピンで活動し、小松は芸人を引退する。

## メンバー
小松 標（こまつ たかし、1993年1月13日（32歳））
- ボケ担当、立ち位置は向かって左。
- 神奈川県横浜市出身。身長181cm、体重70kg。
- 趣味は、バイク、釣り、温泉巡り。
- 特技は、見た目でどんな犯罪を犯すか判断できること。
- 芸人になる前は、警察官として勤務していた。
- 普通自動車第一種免許、大型自動二輪免許、普通自動二輪免許、無線従事者免許の資格を取得している。

土井垣 宏適（どいがき ひろゆき、1996年2月2日（29歳））
- ツッコミ担当、立ち位置は向かって右。
- 東京都練馬区出身。身長175cm、体重68kg。
- 趣味は、ブレイクダンス、スポーツ観戦。
- 特技は、ブレイクダンス、野球。
- 普通自動車第一種免許を取得している。

## 芸風
主に漫才。元警察官である小松の経歴を活かしたしゃべくり漫才が特徴。

## 賞レース戦歴

### M-1グランプリ
| 年度   | 結果      | エントリー No. | 会場                       | 日程     | 備考         |
| ------ | --------- | -------------- | -------------------------- | -------- | ------------ |
| 2019年 | 1回戦敗退 | 2115           | シダックスカルチャーホール | 9月19日  |              |
| 2020年 | 2回戦進出 | 179            | よしもと有楽町シアター     | 11月5日  |              |
| 2021年 | 2回戦進出 | 754            | 雷5656会館ときわホール     | 10月20日 | 1回戦2位通過 |
| 2022年 | 3回戦進出 | 1813           | よしもと有楽町シアター     | 10月31日 |              |
| 2023年 | 2回戦進出 | 2589           | 雷5656会館ときわホール     | 10月24日 |              |
| 2024年 | 2回戦進出 | 524            | 雷5656会館ときわホール     | 10月15日 | 1回戦1位通過 |

### その他賞レース
- 2023年 OBU-1グランプリ 優勝[2]
- 2023年 UNDER5 AWARD2023 3回戦進出[7]
- 2024年 UNDER5 AWARD2024 3回戦進出

## 出演

### テレビ
- 知多半島まるごとガイドちたまる（メディアスチャンネル、月曜レギュラー）
- 水曜日のダウンタウン（TBSテレビ）
- ニューヨークと蛙亭のキット、くる!!（テレビ神奈川）
- 真夜中のおバカ騒ぎ！（TOKYO MX）
- よるのブランチ（TBSテレビ）

### ラジオ
- 気になるカルチャー アーシングステップの釣まる。（メディアスエフエム）
- 川音希 はじまりのラジオ（FM東京）
- マイナビ Laughter Night（TBSラジオ）